# Puente Ingeniero Carlos Fernández Casado
El puente Ingeniero Carlos Fernández Casado es un puente atirantado del norte de España que cruza el embalse de Barrios de Luna, en la provincia de León, formando parte de la autopista Ruta de la Plata (AP-66). Fue inaugurado en 1983, siendo el puente atirantado con el vano más largo del mundo durante algunos años, y también el récord de longitud de un puente atirantado de hormigón pretensado.

## Descripción
El puente fue diseñado por el ingeniero de Caminos Javier Manterola, aunque en reconocimiento a la trayectoria y labor en el mundo de los puentes del también ingeniero español  Carlos Fernández Casado (1905–1988), el Ministerio de Obras Públicas decidió que llevase su nombre, dando lugar a cierta confusión sobre la autoría.
Tiene dos pilonas que dividen el puente en tres vanos, dos laterales de 66 metros y uno central de 440. La longitud total del puente son 643 metros y su ancho es de 22 m, con un canto de dos metros y medio. En el centro del vano central, hay una articulación.
Cada torre tiene 2×27 tirantes delanteros y 2×28 traseros (220 en total), las torres tienen algo más de 100 metros (90 sobre el tablero), sus columnas están separadas 20 metros y se abren en la parte inferior. También tiene dos estribos-contrapeso de 34 metros cada uno. Fue construido por el sistema de avance en voladizo.
Fue el puente con el mayor vano de España hasta la inauguración el 24 de septiembre de 2015 del puente de la Constitución de 1812 en la bahía de Cádiz.

Comparativa entre los tres puentes de mayor luz de España, el puente de la Constitución de 1812, junto con el Carlos Fdez. Casado y el de Rande.

| Predecesor: Puente de Saint-Nazaire (Saint-Nazaire/ Saint-Brevin-les-Pins) | Puente atirantado más largo del mundo 1983-1986 | Sucesor: Puente Alex Fraser (Delta, Columbia Británica)     |
| Predecesor: Puente de Rande (Ría de Vigo)                                  | Puente de vano más largo de España 1983-2015    | Sucesor: Puente de la Constitución de 1812 (Bahía de Cádiz) |